# Prostórnoie (Kursk)
|  | Per a altres significats, vegeu «Prostórnoie». |

Prostórnoie (en rus: Просторное) és un poble de l'óblast de Kursk, a Rússia, que en el cens del 2010 tenia 92 habitants. Pertany al districte rural de Gorxétxnoie.